# Muzzano (Suíça)
Muzzano é uma comuna da Suíça, no Cantão Tessino, com cerca de 779 habitantes. Estende-se por uma área de 1,6 km², de densidade populacional de 487 hab/km². Confina com as seguintes comunas: Agno, Bioggio, Collina d'Oro, Lugano, Sorengo.
A língua oficial nesta comuna é o italiano.